# Кобзев, Степан Петрович
Степа́н Петро́вич Ко́бзев (1915—1993) — участник Великой Отечественной войны, командир эскадрильи 17-го гвардейского штурмового авиационного полка, 261-й смешанной авиационной дивизии, 7-й воздушной армии, Карельского фронта, гвардии майор. Герой Советского Союза (1944).

## Биография
Родился 5 февраля 1915 года в селе Дёгтевое (ныне Задонский район Липецкой области) в крестьянской семье. Русский.
Окончил 7 классов и школу ФЗУ в городе Шахты Ростовской области. Работал электрослесарем на шахте имени XX-летия РККА. Окончил аэроклуб.
В Красную Армию призван в 1936 году Шахтинским райвоенкоматом Ростовской области. В том же году окончил Качинскую военную авиационную школу пилотов. Служил в войсках Ленинградского военного округа. Участник советско-финляндской войны 1939—1940 годов. Член ВКП(б)/КПСС с марта 1940 года.
Начало Великой Отечественной войны старший лейтенант Степан Кобзев встретил командиром звена 65-го штурмового авиационного полка военно-воздушных сил Северного фронта, летал на самолетах «И-15 бис», «И-153» («Чайка»). Боевые действия полк начал 29 июня 1941 года нанося удары по танковым и механизированным колонам противника. Осенью 1941 года этот авиаполк был переброшен на свирское направление и придан 7-й армии, которая вела тяжелые оборонительные бои в Южной Карелии. За успешные боевые действия и значительный урон, нанесенный противнику, 65-й штурмовой авиационный полк был удостоен гвардейского звания, и стал именоваться 17-м гвардейским штурмовым авиационным полком. Кобзев воевал в качестве младшего летчика, старшего летчика, командира звена, заместителя командира авиаэскадрильи, командира авиаэскадрильи, заместителя командира авиационного полка. Летом 1942 года в полк прибыли новые штурмовики «Ил-2», на которых начали летать лётчики.
В марте-апреле 1943 года эскадрилья Кобзева участвовала в нанесении ударов по вражескому аэродрому Луостари в северной Финляндии. В Свирско-Петрозаводской операции летом 1944 года эскадрилья под командованием Кобзева штурмовала отступавшие колонны противника по дороге Усланка—Куйтежа, бомбила артиллерийские позиции в районе Мансила и севернее Салми. Эскадрилья Кобзева отличилась также в Петсамо-Киркенесской операции октября 1944 года.
Командир эскадрильи гвардии майор Степан Кобзев к середине октября 1944 года совершил 317 боевых вылетов на штурмовку военных объектов, скоплений войск противника, нанёс ему большой урон.
После войны гвардии майор С. П. Кобзев продолжил службу в ВВС СССР, дослужился до заместителя командира авиаполка, служил на Чукотке и на Камчатке. В 1953 году окончил Военно-воздушную академию (Монино). С 1958 года гвардии подполковник С. П. Кобзев — в запасе, а затем в отставке. Последние годы работал в НИИ г. Москвы.
Жил в городе Красногорск Московской области. Скончался 21 января 1993 года, похоронен на Пенягинском кладбище Красногорска.

## Награды
- Указом Президиума Верховного Совета СССР от 2 ноября 1944 года за образцовое выполнение боевых заданий командования на фронте борьбы с немецко-фашистским захватчиками и проявленные при этом мужество и героизм гвардии майору Кобзеву Степану Петровичу присвоено звание Героя Советского Союза с вручением ордена Ленина и медали «Золотая Звезда» (№ 4314).
- Награждён также двумя орденами Красного Знамени, орденом Александра Невского, двумя орденами Отечественной войны 1-й степени, орденом Красной Звезды, медалями.